# Edward Welby Pugin

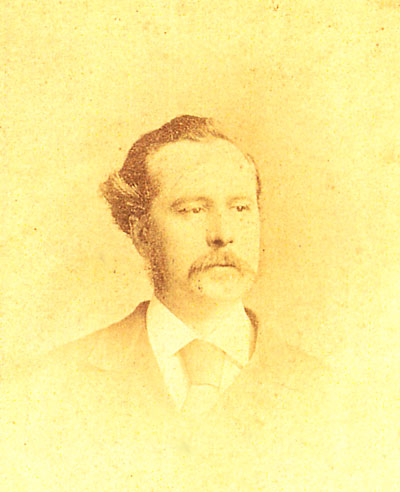
Edward Welby Pugin

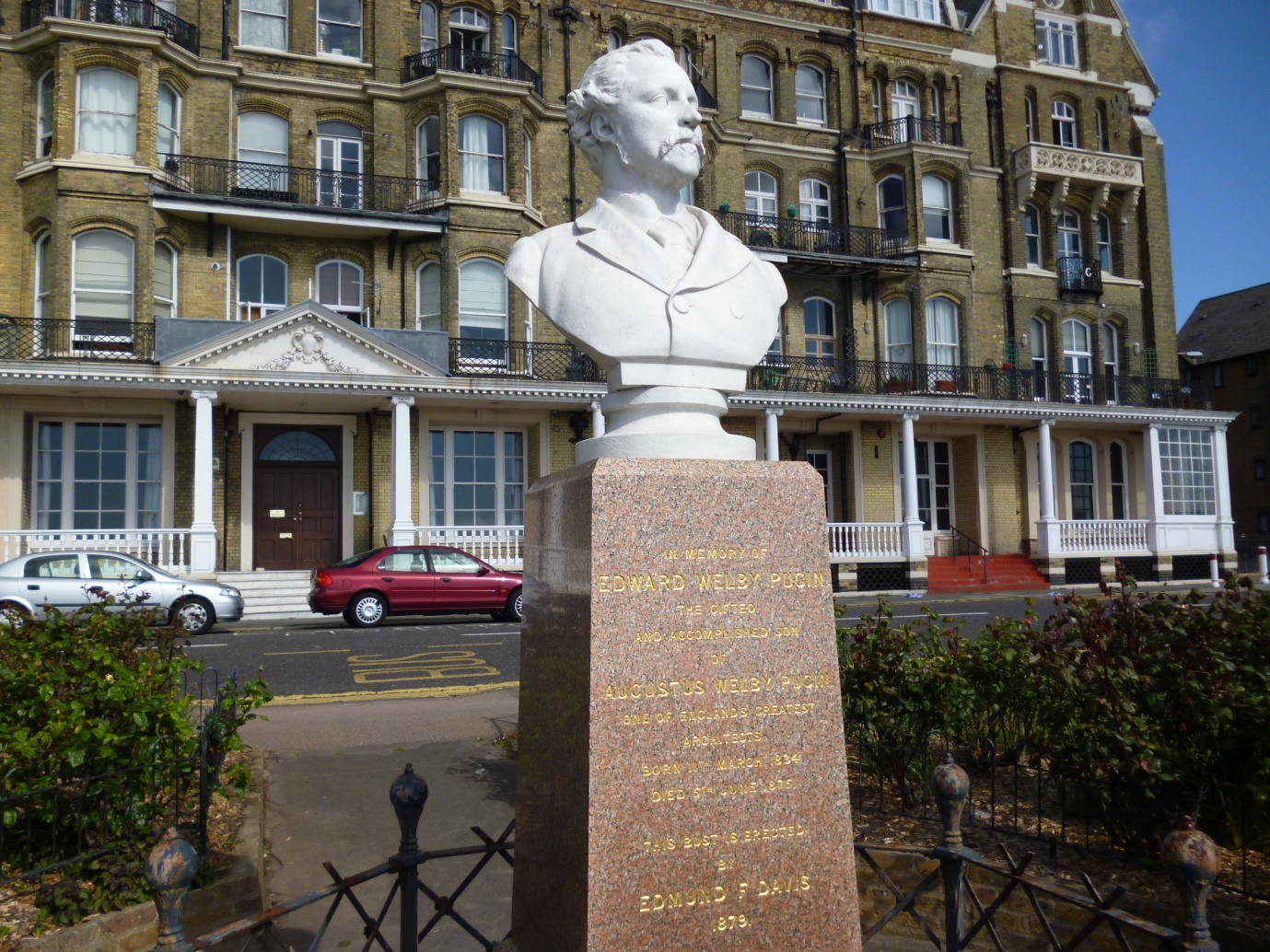
Borstbeeld van Edward Pugin, voor Granville House in Ramsgate). In memory of Edward Welby Pugin, the gifted and accomplished son of Augustus Welby Pugin, one of England`s greatest architects: born 11th March, 1834, died 5th June, 1875. This bust is erected by Edmund Francis Davis. 1879.

Edward Welby Pugin (Ramsgate, 11 maart 1834 – Londen, 5 juni 1875) was een Engels architect.

## Levensloop
Pugin was de oudste zoon van architect Augustus Welby Northmore Pugin en van Louisa Barton. Zijn vader was de bekende promotor van de neogotische bouwstijl en na zijn vroege dood in 1852 nam Edward de opvolging op zich. In zijn eigen korte leven ontwierp hij meer dan honderd kerken (anglicaanse en katholieke), scholen, kloosters en talrijke kastelen.
Hij ontwierp hoofdzakelijk gebouwen in Groot-Brittannië, maar door de reputatie zowel van zijn vader als van hemzelf kreeg hij opdrachten uit verschillende West-Europese landen, uit Scandinavië en uit de Verenigde Staten. Zijn architectenbureau was gevestigd in Ramsgate, Londen, Liverpool en Dublin.
Oorspronkelijk sloot zijn werk aan bij de bouwstijl van zijn vader, die zich vooral spiegelde aan de vroeggotische stijl uit de middeleeuwen. Daarop schakelde hij over op de hoog-victoriaanse neostijlen, beïnvloed door de neogotiek van Viollet-le-Duc, waarbij weidse ruimtewerking samenging met grote detailafwerking.
Zijn activiteiten waren zeer winstgevend en Pugin vergaarde een fortuin. Hij leefde in weelde en reisde enkel in zijn comfortabele koets, omringd door personeel. Tegen het einde van zijn leven was de verworven rijkdom fel geslonken, als gevolg van ongelukkige investeringen.
Hij bleef ongehuwd en overleed plots, waarschijnlijk als gevolg van overwerk. Het door hem opgerichte architectenbureau werd verder geleid door zijn twee broers en vervolgens door hun nakomelingen, en dit tot in 1958.

## Bouwwerken in Engeland

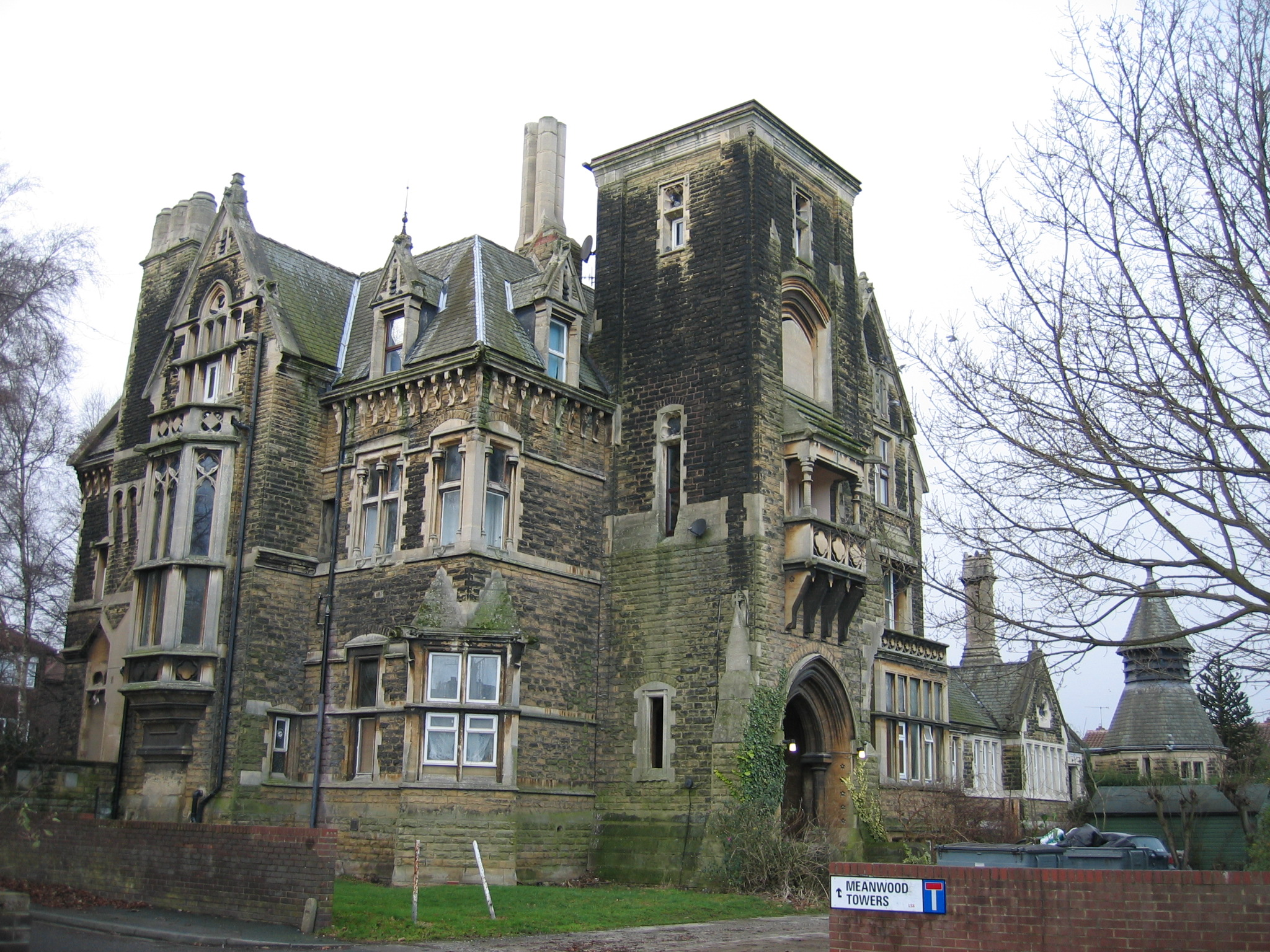
Meanwood Towers in Meanwood, Leeds

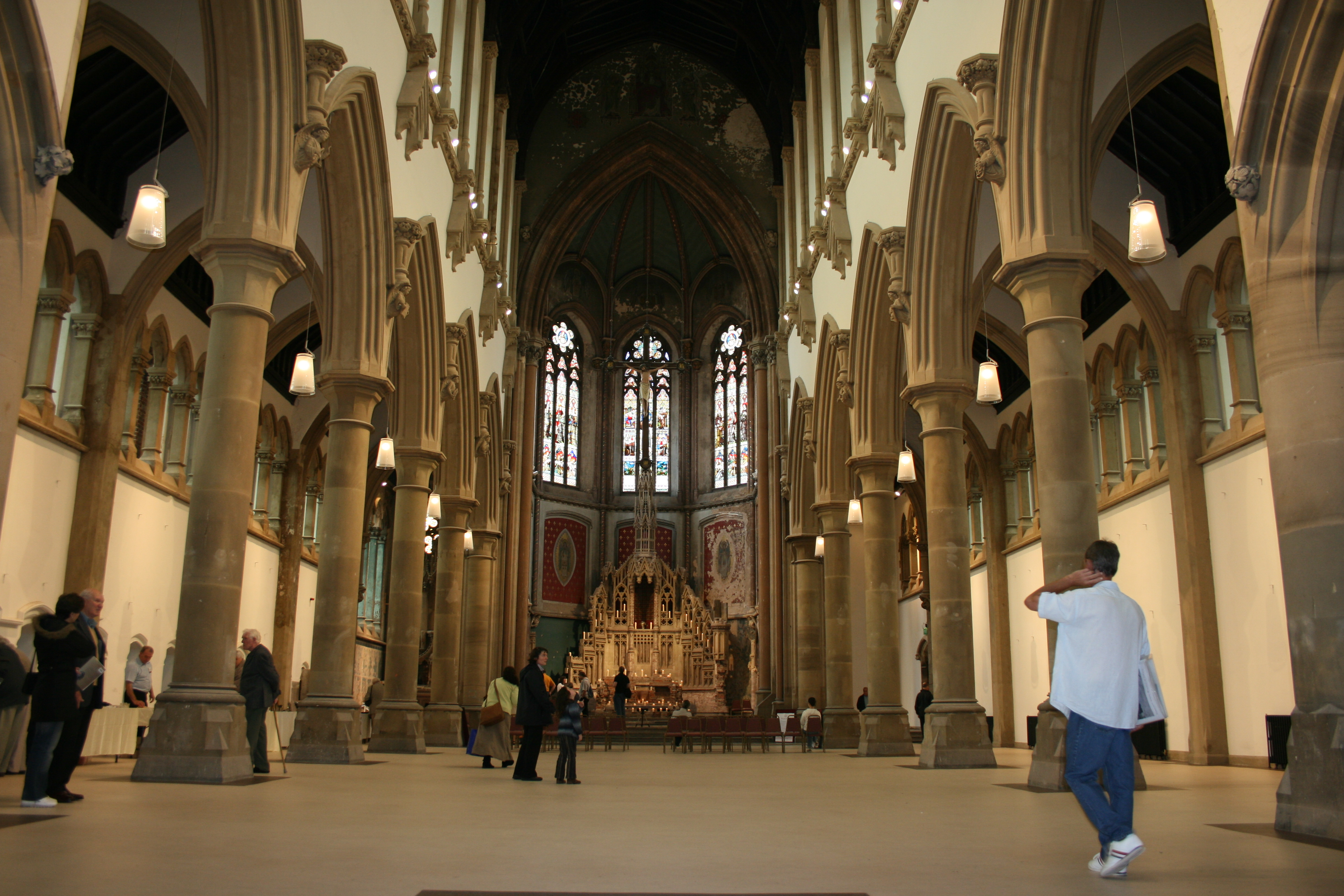
Gorton Monastery

- St. Begh's Church, Whitehaven, Cumberland (1868)
- St. Mary of Furness, rooms-katholieke kerk, Barrow-in-Furness, Lancashire (1866-67)
- St. Mary's Church, Cleator, Cumberland (1872)
- Our Lady and St. Michael's Church, Workington, Cumberland (1876)
- St. Patrick's Wolverhampton
- 1853: Our Lady Immaculate and St Cuthbert, Crook, County Durham
- 1856: Shrewsbury Cathedral, Shrewsbury
- 1856: Our Lady Immaculate, St. Domingo Road, Everton, Liverpool.
- 1856: Church of St Vincent de Paul, Liverpool.
- 1857: Holy Cross, Croston, Lancashire.
- 1857: Sacred Heart Church, Blackpool
- 1857-59: Our Lady and St. Hubert, Great Harwood, Lancashire
- 1858: St Peter's, rooms-katholieke kerk, Woolwich
- 1859: Belmont Abbey, Hereford, Herefordshire.
- 1860: Octagonal Chapter House, Mount Saint Bernard Abbey, Leicestershire
- 1859-60: Church of Our Lady of Reconciliation, Liverpool
- 1860: St. Mary Immaculate, rooms-katholieke kerk, Warwick
- 1860-61: St. Anne, Westby, Kirkham, Lancashire
- 1861: St. Edward, Thurloe Street, Rusholme, Manchester
- 1861-65: St. Michael, West Derby Road, Everton, Liverpool
- 1862: St. Anne, Chester Road, Stretford, bij Manchester
- 1862: St. Austin, Wolverhampton Road, Stafford
- 1863: St. Peter, Greengate, Salford, Lancashire
- 1863: SS Henry and Elizabeth, Sheerness, Kent
- 1863: Convent of Our Lady of Charity and Refuge, Bartestree, Herefordshire
- 1863: St Joseph, Bolton Road, Anderton, Chorley, Lancashire
- 1863-64: Monument ter ere vanEverard Aloysius Lisle Phillipps, VC, Cademan Wood, Whitwick, Leicestershire
- 1864: Our Lady and All Saints, New Road, Stourbridge, Worcestershire
- 1864: St Marie's Church, Lugsdale Road, Widnes, Cheshire
- 1864: Our Lady of Redemption, Wellesley Road, Croydon
- 1864: St. Hubert, Dunsop Bridge, Yorkshire
- 1864-66: Augustinian Priory, school en kerk, Hoxton Square, Londen, N1[1]
- 1865: St. Mary, Euxton, Lancashire.
- 1865: St. Catherine, Kingsdown, Kent.
- 1865-66: Weeshuis Mayfield Boys, Mayfield, Sussex.
- 1865-67: St. Joseph, York Road, Birkdale, Southport, Lancashire
- 1866: Euxton Hall Chapel, Euxton, Lancashire
- 1866: St Francis Monastery, Gorton, Manchester
- 1866: Our Blessed Lady and St. Joseph, Durham
- 1866: Chancel and transepts to Mount St Mary's Church, Leeds
- 1866-68: Meanwood Towers, Meanwood, Leeds
- 1866-67: St. Mary, Duke Street, Barrow-in-Furness, Lancashire
- 1866-67: St Michael and All Angels, Mortuary Chapel and Knill Memorial, Brockley Cemetery, Londen. Vernield tijdens een bombardement in 1944
- 1866-67: Church of St Thomas of Canterbury and the English Martyrs, Preston, Lancashire
- 1867: St Paul's Church, Dover, Kent
- 1867-68: St Mary's Church, Fleetwood, Lancashire
- 1867-68: All Saints' Church, Urmston, Greater Manchester[2]
- 1867-71: Our Lady and St Paulinus, Dewsbury, West Yorkshire
- 1868: Twee colleges in Mark Cross, Sussex
- 1868: St. Begh, Coach Road, Whitehaven, Cumberland
- 1869-72: Our Lady of the Sacred Heart, Cleator, Cumberland
- 1869: St. Michael's weeshuis voor meisjes, Mark Cross, East Sussex
- 1869: The Granville Hotel, Ramsgate, Kent
- 1871: Stanbrook Abbey, Powick, Worcestershire
- 1873: St Mary's Church, Brierley Hill
- 1875: St. Anne Rommer, Highfield Road, Rockferry, Birkenhead
- 1875–76: The English Martyrs, London.
- 1876: Our Lady Star of the Sea, Workington.
- 1877: St Mary's Church, Warrington, Cheshire.

## Bouwwerken in Schotland
- 1854: St Mary's Star of the Sea Church, Leith, Edinburgh
- 1856: St Stephen, Blairgowrie
- 1862: St. Mary, Haddington
- 1874: Church of St Mary and St Finnan, Glenfinnan

## Bouwwerk in Wales
- 1857ː Wrexham Cathedral Cathedral of our Lady of Sorrows

## Bouwwerken in Ierland
- SS Peter and Paul's, Carey's Lane, Cork (1859)
- Edermine, Enniscorthy, County Wexford (c. 1858)
- St Colman's cathedral, Cobh (1867)
- Killarney Cathedral
- Fermoy, rooms-katholieke kerk, County Cork (1867)
- Drogheda Christian Brothers Residence (1867)
- Crosshaven, rooms-katholieke kerk, County Cork (1869)
- Monkstown, Monkstown, rooms-katholieke kerk, (1866)
- Monkstown, Monkstown Roman Catholic Church, County Cork (1866)
- Convent of Mercy, Skibbereen, (1867)
- Convent of Mercy, Birr,
- John's Lane Church, Dublin

## Bouwwerk op het eiland Man
- 1865ː St Patrick, Peel, Isle of Man

## In België
Onder zijn buitenlandse werkzaamheden, kreeg Pugin drie opdrachten voor ontwerpen in België:
- de basiliek van Dadizele; afgewerkt door Jean-Baptiste Bethune
- het Kasteel van Loppem; afgewerkt door Jean-Baptiste Bethune
- het buitenverblijf van de bisschop van Brugge Joannes Baptista Malou op het domein Ter Groene Poorte in Sint-Michiels, gesloopt.

## Voetnoten
1. ↑  'Hoxton - St Monica's Priory' in Taking Stock: Catholic Churches of England and Wales,
2. ↑  All Saints’ Church. Images of England. Gearchiveerd op 26 december 2007. Geraadpleegd op 26 juni 2019.

- Gemeinsame Normdatei: 123555213
- International Standard Name Identifier: 0000 0000 6680 423X
- Library of Congress Control Number: no99032620
- National Gallery of Victoria: 13401
- SNAC: w6vd7g4z
- Union List of Artist Names: 500010895
- Virtual International Authority File: 13219936
- WorldCat: E39PBJmP8Dpjty3vWhftvyqfbd